# Nepsera aquatica
Nepsera aquatica là một loài thực vật có hoa trong họ Mua. Loài này được (Aubl.) Naudin mô tả khoa học đầu tiên năm 1850.